# Abergement-le-Petit
Pour les articles homonymes, voir Abergement (homonymie).
Abergement-le-Petit est une commune française située dans le département du Jura, la région culturelle et historique de Franche-Comté et la région administrative Bourgogne-Franche-Comté.

## Géographie

### Climat
Pour des articles plus généraux, voir Climat de la Bourgogne-Franche-Comté et Climat du département du Jura.
En 2010, le climat de la commune est de type climat des marges montargnardes, selon une étude du Centre national de la recherche scientifique s'appuyant sur une série de données couvrant la période 1971-2000. En 2020, Météo-France publie une typologie des climats de la France métropolitaine dans laquelle la commune est exposée à un climat semi-continental et est dans la région climatique Jura, caractérisée par une forte pluviométrie en toutes saisons (1 000 à 1 500 mm/an), des hivers rigoureux et un ensoleillement médiocre.
Pour la période 1971-2000, la température annuelle moyenne est de 10,7 °C, avec une amplitude thermique annuelle de 17,4 °C. Le cumul annuel moyen de précipitations est de 1 216 mm, avec 13 jours de précipitations en janvier et 9,1 jours en juillet. Pour la période 1991-2020, la température moyenne annuelle observée sur la station météorologique de Météo-France la plus proche, « Colonne », sur la commune de Colonne à 9 km à vol d'oiseau, est de 11,7 °C et le cumul annuel moyen de précipitations est de 1 170,0 mm. 
La température maximale relevée sur cette station est de 40,3 °C, atteinte le 7 août 2003 ; la température minimale est de −18 °C, atteinte le 12 janvier 1987,,.
Les paramètres climatiques de la commune ont été estimés pour le milieu du siècle (2041-2070) selon différents scénarios d'émission de gaz à effet de serre à partir des nouvelles projections climatiques de référence DRIAS-2020. Ils sont consultables sur un site dédié publié par Météo-France en novembre 2022.

## Urbanisme

### Typologie
Au 1er janvier 2024, Abergement-le-Petit est catégorisée commune rurale à habitat dispersé, selon la nouvelle grille communale de densité à sept niveaux définie par l'Insee en 2022.
Elle est située hors unité urbaine. Par ailleurs la commune fait partie de l'aire d'attraction d'Arbois, dont elle est une commune de la couronne,. Cette aire, qui regroupe 16 communes, est catégorisée dans les aires de moins de 50 000 habitants,.

### Occupation des sols
L'occupation des sols de la commune, telle qu'elle ressort de la base de données européenne d’occupation biophysique des sols Corine Land Cover (CLC), est marquée par l'importance des territoires agricoles (59,3 % en 2018), une proportion identique à celle de 1990 (59,3 %). La répartition détaillée en 2018 est la suivante : 
terres arables (40,8 %), forêts (40,7 %), zones agricoles hétérogènes (12,8 %), prairies (5,7 %). L'évolution de l’occupation des sols de la commune et de ses infrastructures peut être observée sur les différentes représentations cartographiques du territoire : la carte de Cassini (XVIIIe siècle), la carte d'état-major (1820-1866) et les cartes ou photos aériennes de l'IGN pour la période actuelle (1950 à aujourd'hui).

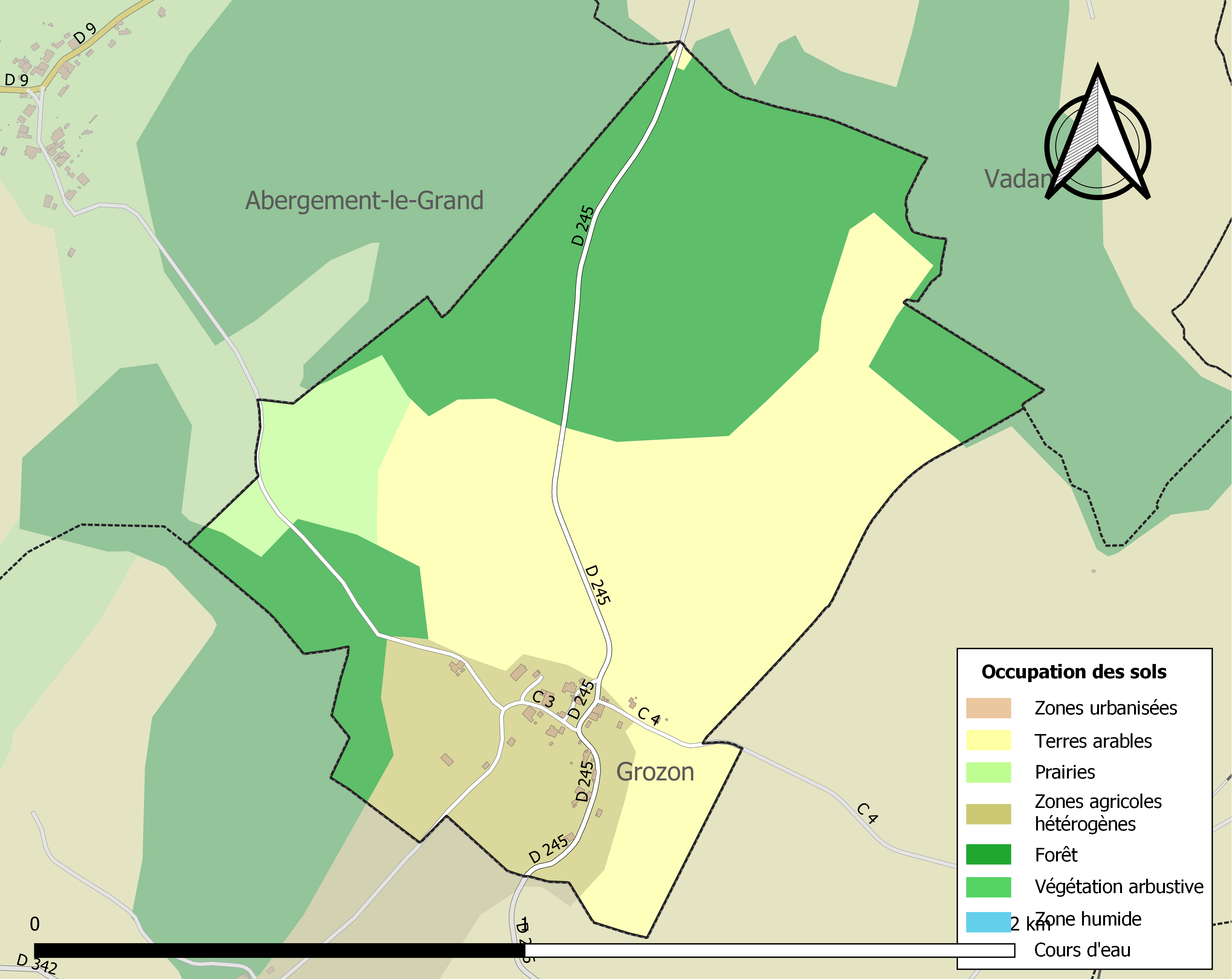
Carte des infrastructures et de l'occupation des sols de la commune en 2018 (CLC).

## Toponymie
L’abergement est un nom fréquent en Franche-Comté, dans l’Ain, l’est de la Bourgogne et la Suisse romande. Il se rapporte à une tenure féodale. À noter l’ancienne commune quasi homonyme du Petit Abergement, dans l’Ain

## Politique et administration

### Liste des maires
| Période    | Période  | Identité                | Étiquette | Qualité                 |
| ---------- | -------- | ----------------------- | --------- | ----------------------- |
| avant 1988 | 2008     | Jean-Claude Charondière | PS        |                         |
| 2008       | 2014     | Isabelle Lasaygues      |           |                         |
| 2014       | En cours | André Vionnet           | DVG       | Employé (secteur privé) |

### Tendances politiques et résultats
Lors des élections européennes de 2019, le taux de participation d’Abergement-le-Petit est supérieur à la moyenne (82,09 % contre 50,12 % au niveau national). La liste de La République en Marche obtient 34,38 % des suffrages exprimés, contre 22,41 % au niveau national. La liste d’Europe-Ecologie-Les Verts et celle d’Urgence Écologie arrivent ex aequo avec 12,50 % des voix, contre respectivement 13,48 % et 1,82 % au niveau national. La liste de la France Insoumise et celle du Rassemblement national arrivent également à égalité avec 9,38 % des votes, contre respectivement 6,31 % et 23,31 % au niveau national.La liste de Lutte Ouvrière, celle de Génération.s et celle de l’Union des Démocrates et Indépendants obtiennent le même score, avec 6,25 % des suffrages exprimés, contre respectivement 0,78 %, 3,27 % et 2,50 % au niveau national. Les autres listes obtiennent des scores inférieurs à 5 %.
Le résultat de l'élection présidentielle de 2012 dans cette commune est le suivant :
| Candidat       | Candidat                    | Premier tour | Premier tour | Second tour | Second tour |
| Candidat       | Candidat                    | Voix         | %            | Voix        | %           |
| -------------- | --------------------------- | ------------ | ------------ | ----------- | ----------- |
|                | Eva Joly (EÉLV)             | 2            | 6,67         |             |             |
|                | Marine Le Pen (FN)          | 5            | 16,67        |             |             |
|                | Nicolas Sarkozy (UMP)       | 7            | 23,33        | 17          | 56,67       |
|                | Jean-Luc Mélenchon (FG)     | 4            | 13,33        |             |             |
|                | Philippe Poutou (NPA)       | 0            | 0,00         |             |             |
|                | Nathalie Arthaud (LO)       | 0            | 0,00         |             |             |
|                | Jacques Cheminade (SP)      | 0            | 0,00         |             |             |
|                | François Bayrou (MoDem)     | 5            | 16,67        |             |             |
|                | Nicolas Dupont-Aignan (DLR) | 2            | 6,67         |             |             |
|                | François Hollande (PS)      | 5            | 16,67        | 13          | 43,33       |
|                |                             |              |              |             |             |
| Inscrits       | Inscrits                    | 36           | 100,00       | 36          | 100,00      |
| Abstentions    | Abstentions                 | 5            | 13,89        | 4           | 11,11       |
| Votants        | Votants                     | 31           | 86,11        | 32          | 88,89       |
| Blancs et nuls | Blancs et nuls              | 1            | 3,23         | 2           | 6,25        |
| Exprimés       | Exprimés                    | 30           | 96,77        | 30          | 93,75       |

Le résultat de l'élection présidentielle de 2017 dans cette commune est le suivant :
| Candidat    | Candidat                    | Premier tour | Premier tour | Deuxième tour | Deuxième tour |  |
| Candidat    | Candidat                    | %            | Voix         | %             | Voix          |  |
| ----------- | --------------------------- | ------------ | ------------ | ------------- | ------------- |  |
|             | Nicolas Dupont-Aignan (DLF) | 0,00         | 0            |               |               |  |
|             | Marine Le Pen (FN)          | 9,38         | 3            | 21,46         | 6             |  |
|             | Emmanuel Macron (EM)        | 25,00        | 8            | 78,57         | 22            |  |
|             | Benoît Hamon (PS)           | 6,25         | 2            |               |               |  |
|             | Nathalie Arthaud (LO)       | 3,13         | 1            |               |               |  |
|             | Philippe Poutou (NPA)       | 0,00         | 0            |               |               |  |
|             | Jacques Cheminade (SP)      | 0,00         | 0            |               |               |  |
|             | Jean Lassalle (RES)         | 6,25         | 2            |               |               |  |
|             | Jean-Luc Mélenchon (LFI)    | 28,13        | 9            |               |               |  |
|             | François Asselineau (UPR)   | 0,00         | 0            |               |               |  |
|             | François Fillon (LR)        | 21,88        | 7            |               |               |  |
|             |                             |              |              |               |               |  |
| Inscrits    | Inscrits                    | 38           | 100,00       | 38            | 100,00        |  |
| Abstentions | Abstentions                 | 4            | 10,53        | 2             | 5,26          |  |
| Votants     | Votants                     | 34           | 89,47        | 36            | 94,74         |  |
| Blancs      | Blancs                      | 1            | 2,94         | 8             | 22,22         |  |
| Nuls        | Nuls                        | 1            | 2,94         | 0             | 0,00          |  |
| Exprimés    | Exprimés                    | 32           | 94,12        | 28            | 77,78         |  |

#### Élections régionales
Le village d'Abergement-le-Petit  place la liste "Notre Région Par Cœur" menée par Marie-Guite Dufay, présidente sortante (PS) en tête, dès le 1er tour des Élections régionales de 2021 en Bourgogne-Franche-Comté, avec 31,58 % des suffrages. Lors du second tour, les habitants décideront de placer de nouveau la liste de "Notre Région Par Cœur" menée par Marie-Guite Dufay, présidente sortante (PS) en tête, avec cette fois-ci, près de 50,00 % des suffrages. Loin devant les autres listes menées par Denis Thuriot (LaREM) en seconde position avec 30,00 %, Julien Odoul (RN), troisième avec 10,00 % et en dernière position celle de Gilles Platret (LR) avec 10,00 %.

#### Élections départementales
Le village d'Abergement-le-Petit faisant partie du canton de Bletterans place le binôme de Philippe Antoine (LaREM) et Danielle Brulebois (LaREM), en tête, dès le 1er tour des élections départementales de 2021 dans le Jura, avec 63,64 % des suffrages. Lors du second tour, les habitants décideront de placer de nouveau le binôme de Philippe Antoine (LaREM) et Danielle Brulebois (LaREM), en tête, avec cette fois-ci, près de 87,50 % des suffrages. Devant l'autre binôme menée par Josiane Hoellard (RN) et Michel Seuret (RN) qui obtient 12,50 %.

## Démographie
L'évolution du nombre d'habitants est connue à travers les recensements de la population effectués dans la commune depuis 1793. Pour les communes de moins de 10 000 habitants, une enquête de recensement portant sur toute la population est réalisée tous les cinq ans, les populations de référence des années intermédiaires étant quant à elles estimées par interpolation ou extrapolation. Pour la commune, le premier recensement exhaustif entrant dans le cadre du nouveau dispositif a été réalisé en 2008.

En 2022, la commune comptait 48 habitants, en évolution de +26,32 % par rapport à 2016 (Jura : −0,81 %, France hors Mayotte : +2,11 %).
| 1793 | 1800 | 1806 | 1821 | 1831 | 1836 | 1841 | 1846 | 1851 |
| ---- | ---- | ---- | ---- | ---- | ---- | ---- | ---- | ---- |
| 160  | 157  | 199  | 197  | 165  | 167  | 167  | 154  | 154  |

| 1856 | 1861 | 1866 | 1872 | 1876 | 1881 | 1886 | 1891 | 1896 |
| ---- | ---- | ---- | ---- | ---- | ---- | ---- | ---- | ---- |
| 140  | 130  | 123  | 113  | 129  | 125  | 140  | 115  | 102  |

| 1901 | 1906 | 1911 | 1921 | 1926 | 1931 | 1936 | 1946 | 1954 |
| ---- | ---- | ---- | ---- | ---- | ---- | ---- | ---- | ---- |
| 92   | 94   | 62   | 61   | 65   | 63   | 70   | 53   | 52   |

| 1962 | 1968 | 1975 | 1982 | 1990 | 1999 | 2006 | 2008 | 2013 |
| ---- | ---- | ---- | ---- | ---- | ---- | ---- | ---- | ---- |
| 51   | 46   | 38   | 32   | 39   | 43   | 40   | 39   | 36   |

| 2018 | 2022 | - | - | - | - | - | - | - |
| ---- | ---- | - | - | - | - | - | - | - |
| 46   | 48   | - | - | - | - | - | - | - |

## Culture locale et patrimoine

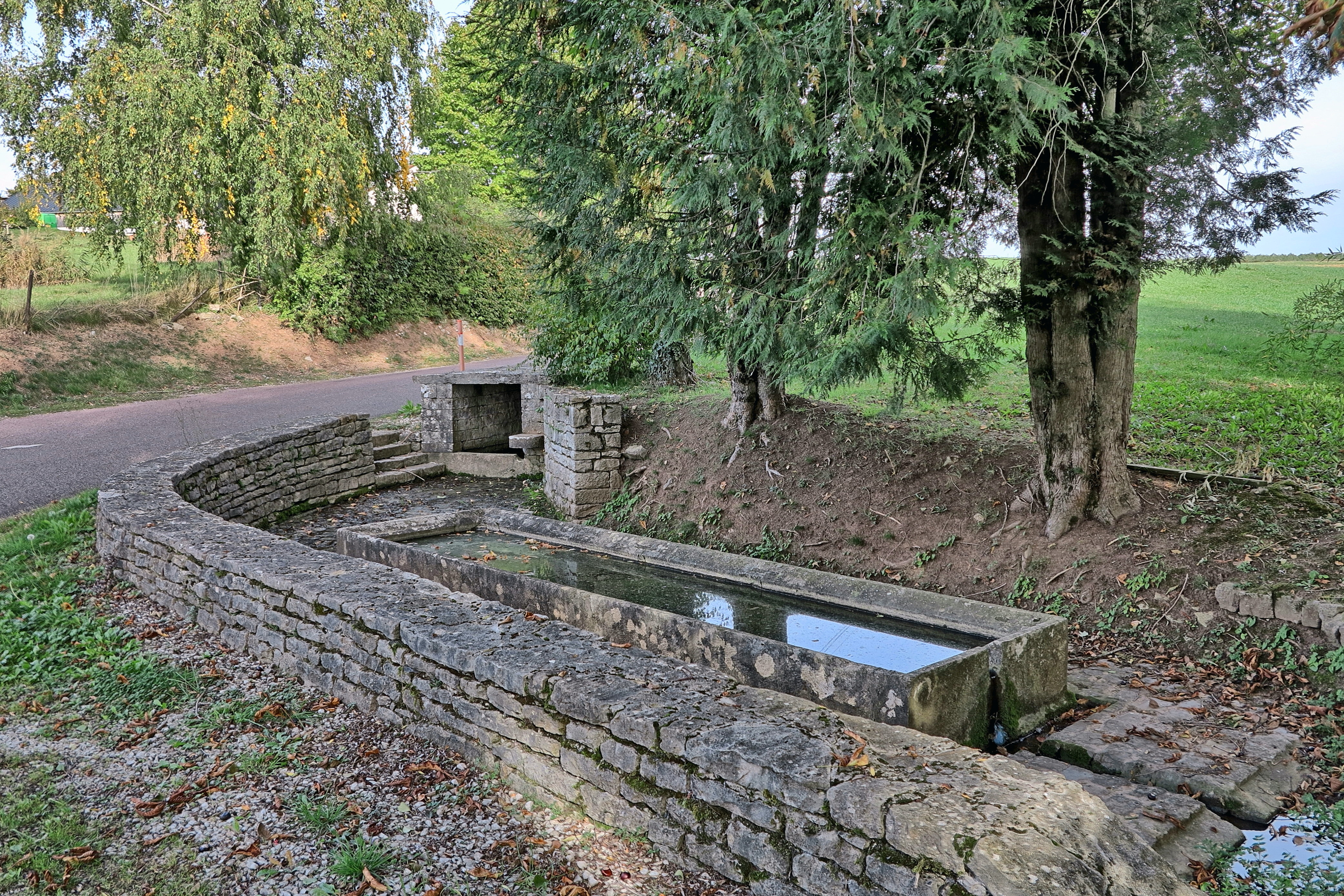
Le lavoir.

### Lieux et monuments
- Le lavoir près du pont sur le Bief de l'Étang.
- Début 2017, la commune est « réputée sans clochers »[23].